# Кубок Чили по футболу 1962
Кубок Чили по футболу 1962 (исп. V Copa Preparación 1962) — 5-й розыгрыш Кубка Чили по футболу.

## Первый раунд
| Хозяева                 | score | Гости                 |
| ----------------------- | ----- | --------------------- |
| Листер Россель          | 1:3   | Луис Крус Мартинес    |
| Сан-Антонио Унидо       | 3:2   | Коло-Коло             |
| Ньюбленсе               | 2:1   | Рейнджерс Талька      |
| Унион Сан-Фелипе        | 0:2   | Сантьяго Морнинг      |
| Вальпараисо Ферровиарио | 1:3   | Унион Эспаньола       |
| Универсидад Текника     | 2:1   | Универсидад де Чили   |
| Грин Кросс              | 2:1   | Сан-Бернардо Сентраль |
| Магальянес              | 0:1   | О’Хиггинс             |
| Иберия Лос-Анхелес      | 1:3   | Сантьяго Уондерерс    |
| Трасандино              | 2:1   | Аудакс Итальяно       |
| Унион Ла-Калера         | 3:2   | Ферробадминтон        |
| Депортиво Мунисипаль*   | 2:3   | Палестино             |
| Эвертон                 | 4:2   | Сан-Луис Кильота      |
| Кокимбо Унидо           | 3:0   | Депортес Ла-Серена    |
| Депортес Кольчагуа      | 1:6   | Универсидад Католика  |

## Второй раунд
| Хозяева             | Результат             | Гости                |
| ------------------- | --------------------- | -------------------- |
| Луис Крус Мартинес  | 0:0 (3:2 пен.)        | Ньюбленсе            |
| Унион Ла-Калера     | 1:1 (2:2 пен.) (мон.) | Сантьяго Уондерерс   |
| Грин Кросс          | 0:3                   | Унион Эспаньола      |
| Трасандино          | 1:2                   | Эвертон              |
| Сан-Антонио Унидо   | 1:1 (2:3 пен.)        | Универсидад Католика |
| Универсидад Текника | 2:3                   | Сантьяго Морнинг     |
| Кокимбо Унидо       | 2:3                   | Палестино            |
| О’Хиггинс           | 1:0                   | Депортиво Мунисипаль |

## Третий раунд
| Хозяева              | Результат             | Гости            |
| -------------------- | --------------------- | ---------------- |
| Луис Крус Мартинес   | 2:0                   | Унион Эспаньола  |
| Универсидад Католика | 4:2                   | Сантьяго Морнинг |
| Сантьяго Уондерерс   | 2:2 (3:3 пен.) (мон.) | Эвертон          |
| О’Хиггинс            | 2:1                   | Палестино        |

## 1/2 финала
| Универсидад Католика                                 | 4:3 (доп. вр.) | О’Хиггинс                    |
| ---------------------------------------------------- | -------------- | ---------------------------- |
| Ибаньес 29′ · Рамирес 62′ · Накваки 89′ · Пессе 107′ |                | 35′ 69′ Кабрера · 38′ Эррера |

| Луис Крус Мартинес | 1:0 | Сантьяго Уондерерс |
| ------------------ | --- | ------------------ |
| Гуахардо 53′       |     |                    |

## Финал
| Универсидад Католика | 1:2 | Луис Крус Мартинес         |
| -------------------- | --- | -------------------------- |
| Ибаньес 56′ (пен.)   |     | 29′ Вердуго · 58′ Рикельме |